# Karsten Nissen

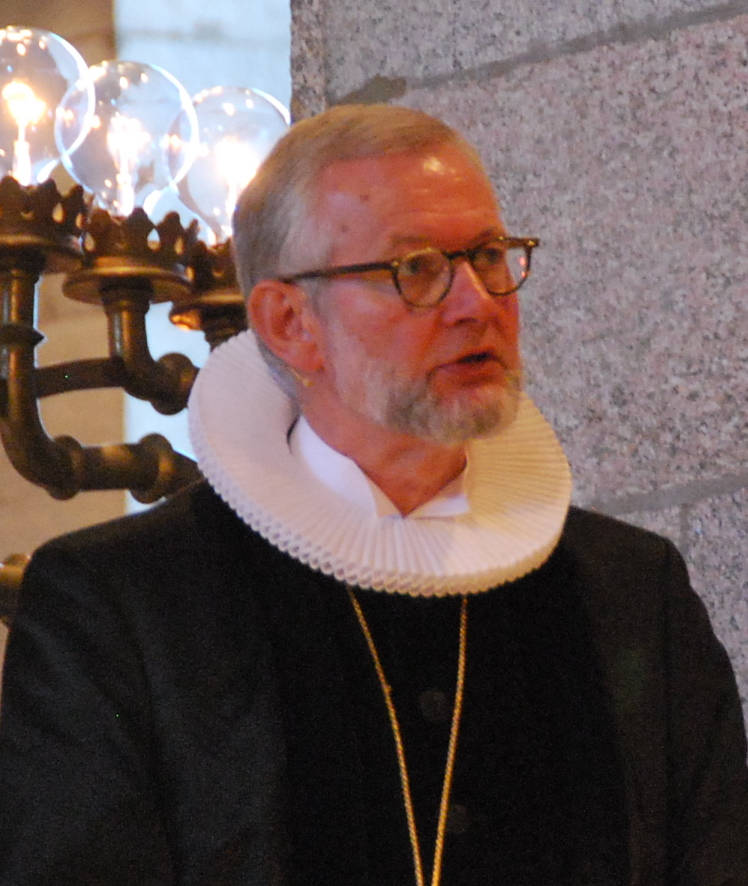
Karsten Nissen, August 2011.
Foto: Lars Schmidt

Karsten Nissen (* 10. September 1946 in Haderslev) war von 1996 bis 2014 Bischof der Dänischen Volkskirche, er leitete das Bistum Viborg.

## Leben

### Frühe Jahre
Nissen wuchs in Haderslev auf. Der Vater arbeitete als kaufmännischer Leiter in derselben Wohngenossenschaft, in der die Familie auch wohnte, während die Mutter sich mit Literatur befasste. 
1971 legte Nissen an der Universität Aarhus sein Examen ab und wurde später in jenem Jahr wissenschaftlicher Mitarbeiter beim Ökumenischen Rat der Kirchen in Genf. Zusätzlich zu seinen Pflichten im Weltrat der Kirchen wurde Nissen als Hilfspriester in der dänischen Gemeinde der Stadt Genf ordiniert.

### Pfarrer
Nach seinem Aufenthalt in der Schweiz ging Nissen zurück nach Dänemark, wo er die Goldmedaille der Universität Aarhus für eine wissenschaftliche Arbeit erhielt, die er beim Ökumenischen Rat der Kirchen schrieb. Von 1972 bis 1974 war er Assistenzprofessor an der Universität Aarhus.
1974 wurde er Pfarrer der Gemeinde Assing in Kibæk. 1978 verließ Nissen seine Position als Pfarrer und zog nach Aarhus, wo er als Leiter des Diakonenkollegs angestellt wurde. Er blieb acht Jahre bis 1986 an diesem Kolleg, danach kehrte er in den Dienst der Volkskirche zurück und wurde Pfarrer am Dom zu Viborg sowie Domprobst. In diesen Positionen war bis zu seiner Berufung ins Bischofsamt tätig.

### Bischof

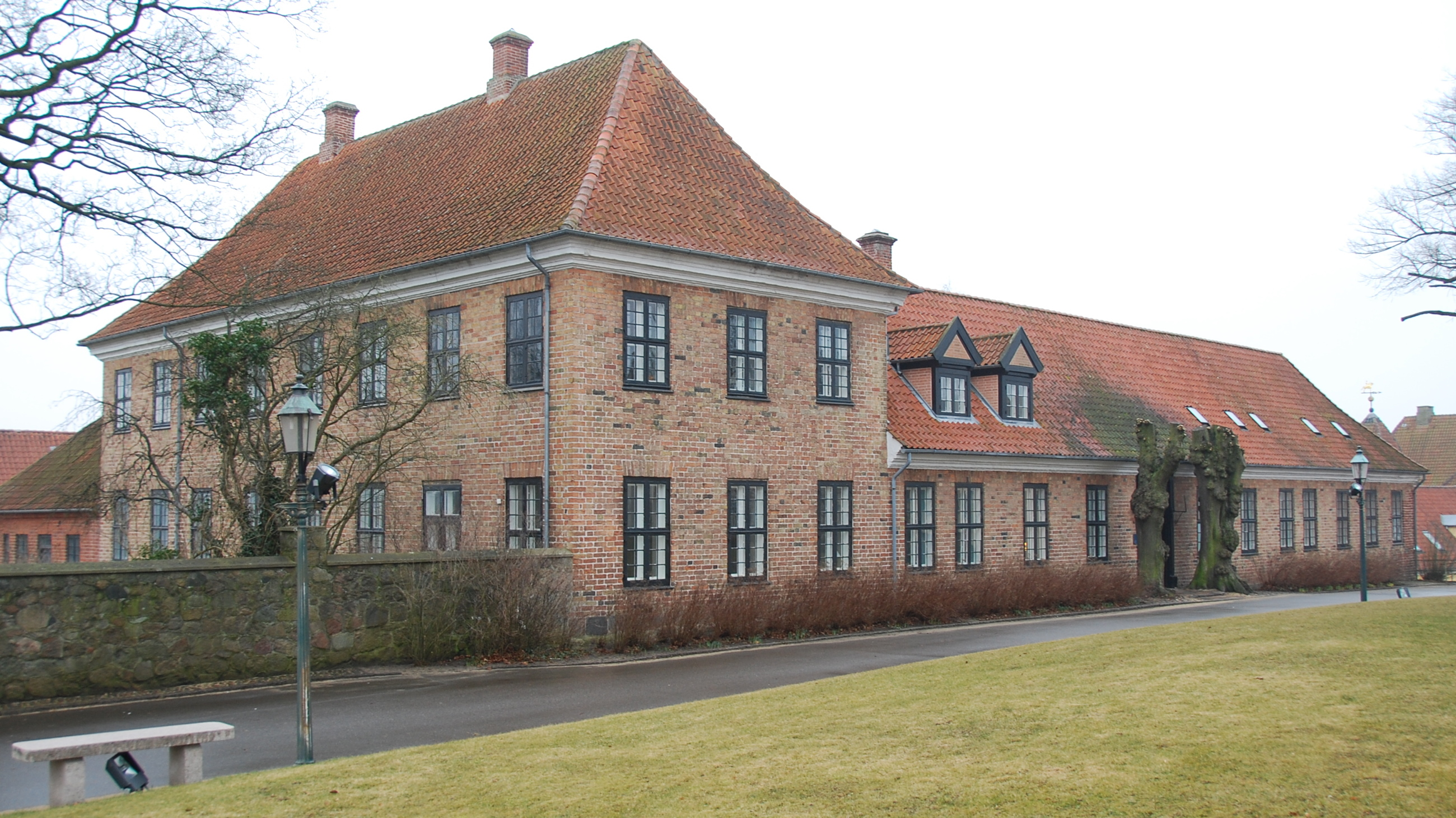
Bispegården (Bischofshof) in Viborg, Karsten Nissens Wohn- und Arbeitsort 1996–2014. Foto: Lars Schmidt

Als Nissens Vorgänger im Bischofsamt, Georg S. Geil, im Februar 1996 plötzlich verstarb, musste ein neuer Bischof gewählt werden. Karsten Nissen stellte sich für dieses Bischofsamt zur Wahl. Er erhielt zwei Drittel der Stimmen und wurde der 43. Bischof in Viborg.
Im Jahr 2010 wurde Nissen Kommandeur des Dannebrogordens.
Nissen gab am 20. März 2014 bekannt, dass er ein Rücktrittsschreiben an Königin Margrethe II. gerichtet habe, da er Ende September desselben Jahres in den Ruhestand treten wollte. Zu diesem Zeitpunkt war er seit 18 Jahren Bischof. Danach wurde eine Bischofswahl zwischen mit Kandidaten ausgetragen. Der Nachfolger von Karsten Nissen, Henrik Stubkjær, trat sein Amt am 1. November an und wurde am 23. November 2014 im Dom zu Viborg ins Bischofsamt eingeführt.

## Veröffentlichungen
- Huset mellem himmel og jord (1993)
- Diakoni – en integreret dimension i folkekirkens liv (2001)
- En gammel folkekirke i en ny tid (2008)

## Privates
Seine Frau Aase Bech Nissen lernte er 1963 kennen, und 1967 heirateten sie. Sie haben drei Kinder und drei Enkelkinder.